# Adolf Blasek
Adolf Blasek (* 3. November 1919 in Schmollen, Landkreis Oels, Schlesien; † 23. Dezember 2008 in Berlin) war ein deutscher Politiker (SPD).
Blasek besuchte eine Volksschule und lernte zunächst Vermessungstechniker. 1938 musste er zum Arbeitsdienst und anschließend zur Wehrmacht. 1947 wurde er aus seiner Kriegsgefangenschaft entlassen.
Zunächst im privaten Vermessungswesen tätig, wechselte Blasek im Mai 1949 als Vermesser ins Bezirksamt Neukölln. Seit Februar 1966 leitete er die Neuköllner Sanierungsverwaltungsstelle. Im August 1972 wurde Blasek dann Geschäftsführer der „Stadt und Land Wohnbautengesellschaft mbH“.

## Politik
1963 wurde Blasek erstmals zum Mitglied des Abgeordnetenhauses von Berlin gewählt. Er war später auch baupolitischer Sprecher seiner Fraktion. Erst 1979 legte er sein Mandat nieder.

## Mitgliedschaften
Blasek war seit 1957 Mitglied der SPD. Außerdem war er Mitglied der Arbeiterwohlfahrt und der Deutschen Angestellten-Gewerkschaft.